# عين أم طويز
عين أم طويز تقع على الضفة الجنوبية لنهر اليرموك، ما بين الحدود السورية والأردنية، ويبلغ عدد سكانها 600 نسمة، وهي تضم 123 نبع ماء، وأراضيها خصبة ويعمل سكانها بالزراعة لا سيما زراعة الثوم والبقدونس. وتضم عائلة واحدة هي الطوايزه.